# Севиндж Вагифгизи
Севиндж Вагифгизи или Севиндж Вагиф гизи Абасова (на азербайджански: Sevinc Vaqifqızı Abbasova: родена на 5 юли 1989 г., област Физули) е азербайджанска репортерка, журналистка; Работила е в независими медии повече от 15 години. От 2022 г. е главен редактор на независимата медийна платформа Abzas Media.

## Ранните години
Севиндж Вагиф гизи Абасова е родена на 5 юли 1989 г. в района на Физули. След окупацията на района Физули по време на Първата война в Карабах през август 1993 г., тя започва да живее като бежанец със семейството си. През 1995–2006 г. учи в средно училище № 297 на името на Е. Алиев, район Бинагади, а през 2006–2010 г. учи във Факултета по журналистика на Бакинския държавен университет.

## Журналистическа дейност
Севиндж Вагифгизи започва работа като журналист през студентските си години. През 2009-2013 г. Севиндж Вагифгизи работи за вестник „Bizim Yol” (Нашият път), през 2012-2013 г. - за вестник „Azadlıq” (Свобода), а през 2013 г. започва работа като видеорепортер в Meydan TV.
В нощта на 20 септември 2015 г. Севиндж Вагифгизи, заедно с журналистите Айтен Фархадова и Изолда Агаева, бяха задържани от полицията на летището и отведени в Главната дирекция за борба с организираната престъпност на Министерството на вътрешните работи. Той многократно е разпитван от отдела за разследване на тежки престъпления като част от наказателното дело, заведено срещу Meydan TV. След това преследването на журналисти от азербайджанското правителство беше критикувано от Human Rights Watch (HRW). Въпреки че е разпитван като свидетел по наказателно дело, през 2015-2019 г. му е забранено да напуска Азербайджан.
През 2018 г. Севиндж Вагифгизи беше съден за материали, разкриващи схема за измама на президентските избори.
Севиндж Вагифгизи беше задържана от полицията по време на професионалните си дейности през януари 2019 г. и освободена след повече от 10 часа задържане в 24-то полицейско управление на районното полицейско управление Низами.

## Арест
На 20 ноември 2023 г. главният изпълнителен директор на Abzas Media Улви Хасанлъ беше задържан близо до дома си, докато се отправяше към летището, за да пътува в чужбина. Хасанли беше отведен в полицейското управление на град Баку, където бяха извършени претърсвания както в дома му, така и в офиса на Abzas Media. Според Зибейда Садигова, която защитава правата на Хасанли, по време на 5-часов обиск в офиса полицията уж е открила 40 хиляди евро. Abzas Media отхвърли тези обвинения, наричайки ги „сценарий, създаден в подкрепа на обвиненията на Улви Хасанли.” Хасанлъ твърди, че въпросите, зададени му от полицията, са свързани с разследвания, извършени от Abzas Media. В резултат на това Улви Хасанли е арестуван и обвинен в „контрабанда“.
В нощта на 20 срещу 21 ноември главният редактор на Abzas Media Севиндж Вагифгизи се завърна в Азербайджан от Истанбул, знаейки, че ще бъде арестувана. Тя беше задържана от полицията на международното летище Гейдар Алиев. Същия ден е извършено претърсване в апартамента й. Адвокат Елчин Садигов, който защитава правата на Севиндж Вагифгизи, заяви, че по време на обиска не са открити незаконни предмети. Срещу нея обаче е образувано наказателно дело по чл. 206.3.2 от Наказателния кодекс (контрабанда - извършена от група лица по предварителен сговор). На 21 ноември Севиндж Вагифгизи беше осъден от районния съд Хатаи на 3 месеца и 29 дни предварително задържане.
Международни правозащитни организации като Amnesty International, Human Rights Watch (HRW), Репортери без граници (RSF), Журналисти на комитета по отбрана (CPJ), Европейската федерация на журналистите, Норвежкия хелзинкски комитет, Управителният комитет на Форума на гражданското общество на Източното партньорство и Freedom Now, както и Държавния департамент на САЩ осъди ареста на Севиндж Вагифгизи. Те призоваха азербайджанските власти незабавно да я освободят.